# Урбан VII
Урбан VII (лат. Urbanus PP. VII; 4 серпня 1521, Рим, Папська держава — 27 вересня 1590, Рим, Папська держава) — папа римський з 15 вересня по 27 вересня 1590 року. Світське ім'я — Джамбаттіста Кастанья (італ. Giambattista Castagna).

## Життєпис
Джамбаттіста Кастанья народився 4 серпня 1521 року в Римі. Був архієпископом у Россано (з 1553). У 1565—1572 роках був нунцієм у Іспанії. З 1573 до 1577 року був нунцієм у Венеції. У 1577 році був переведений губернатором Болоньї. Наступного року був призначений папським легатом на мирну конференцію у Кельні представляти папу Григорія XIII на переговорах між королем Іспанії Філіпом II та Республікою Сполучених Провінцій Нідерландів. Після повернення до Риму Кастанья став консултором Святої палати (інквізиції).
Цар Іван IV Грозний попросив миру в короля Польщі Стефана Баторія за посередництва Папи Урбана VII.
12 грудня 1583 року Григорій XIII дав Кастаньї сан кардинала. 8 жовтня 1584 року його було призначено легатом у Болонью. 19 листопада 1586 року Кастанья став інквізитор-генералом Святої палати.
Папа Сікст V помер 27 серпня 1590 року. 7 вересня 54 кардинали зібралися на конклав та вибрали кардинала Кастанью папою 15 вересня. Він вибрав собі ім'я Урбан, що означає латинською «добрий».
Помер від малярії через 12 днів після обрання на престол св. Петра.